# Nicola Samale
Nicola Samale est un compositeur, chef d'orchestre et musicologue italien, né le 14 septembre 1941 à Castelnuovo d'Istria, en Italie.

## Biographie
Nicola Samale a étudié, de 1959 à 1972, la flûte (diplôme en 1963), la direction d'orchestre (diplôme en 1970, avec Franco Ferrara), la composition et l'instrumentation (diplôme en 1972), au Conservatoire de Santa Cecilia, à Rome. 
Il a été formé à la direction d'orchestre par John Barbirolli en 1964 et par Hermann Scherchen en 1965. 
Il a gagné de nombreux prix en tant que chef d'orchestre, notamment en 1968 à Florence, en 1969 à la Scala de Milan, en 1969 à Venise et en 1970 à Rome lors d'une compétition de la RAI. Samale travaille en tant que chef d'orchestre et compositeur. 
Il a travaillé avec la plupart des orchestres italiens, ainsi que dans la plupart des opéras italiens, à Bucarest, Francfort, Grenoble, Johannesburg, Ljubljana, Londres, Miami, Paris, Pretoria ou Stuttgart. 
Il vit à Venafro.

## Travaux
Nicola Samale a composé de la musique de chambre, de la musique vocale, de la musique d'orchestre, ainsi que cinq opéras. Il a travaillé essentiellement dans le domaine de la musique classique, mais aussi de la musique pop, entre autres pour le chanteur italien Renato Zero en 1973. 
En collaboration avec le compositeur Giuseppe Mazzuca, il a écrit plusieurs œuvres, dont des bandes originales de films, et en particulier une version de la reconstruction du finale inachevé de la Symphonie nº 9 de Bruckner. 
Cette version, développée en collaboration avec John Phillips et Benjamin-Gunnar Cohrs, l'a rendu célèbre au sein d'une audience assez large. 
Il a aussi travaillé sur plusieurs œuvres notables, comme l'arrangement orchestral inachevé de l' Hexaméron de Franz Lizst, une version complétée de la Symphonie nº 10 de Mahler, ainsi que le Scherzo de la Symphonie nº 8 de Schubert, dite Symphonie inachevée. Sa composition Miracolo a Milano a récemment joué un rôle important dans le film allemand Drei, de Tom Tykwer, en 2010.

## Compositions

### Opéras
- 67 A.D. (1994–1997)
- Il principe sognatore (1997–1999)
- L'eroico Yi Sun Sin (2000)
- Il Castello, l'onore dei Morra (1999–2002)
- L'ultima messa (2004–2006)
- Fichi d'India (2011)

### Musique d'orchestre
- Suite lirica No. 1
- Racconti Viennesi Caleidoscopio
- Poema Sinfonico Magica notte nach italienischen Weihnachtsliedern (2004)
- Cappriccio
- Ouverture sinfonica Gaia scienza
- Poema sinfonico Ionica
- Elegia e Finale

### Musique vocale
- Ave Maria
- Inno a Padre Pio
- 99 in memoriam
- Plenum
- Unheimlich
- Miracolo a Milano

### Musique de chambre
- Burlesca
- Diorama
- Divertimento
- Hermes
- Il futuro mancato
- Libaeralia
- Pentalfa 14
- Suite Lirica (No. 2)

## Arrangements et orchestrations
- Anton Bruckner, finale de la Symphonie nº 9 de Bruckner, version complétée (avec Giuseppe Mazzuca, John Phillips et Benjamin-Gunnar Cohrs, 1985–2011)
- Pablo Casals, Hymne des Nations unies, arrangement pour orchestre (1996)
- Franz Liszt, Hexaméron, arrangement complété pour orchestre (2001)
- Franz Liszt, Sonate pour piano en si mineur de Liszt, arrangement pour orchestre (2007)
- Gustav Mahler, Symphonie nº 10 de Mahler, version complétée (avec Giuseppe Mazzuca; première version: 2001)
- Franz Schubert, Scherzo de la Symphonie nº 8 de Schubert, dite Symphonie Inachevée, version complétée (1988; version révisée en 2004 avec Cohrs; première performance: 2004, Sarajevo, Orchestre symphonique de Sarajevo, Benjamin-Gunnar Cohrs).